# Mentez
A Mentez é uma empresa latino-americana de jogos online, sediada em Miami. É considerada uma das empresas proeminentes no ramo de jogos para redes sociais, devido ao rápido crescimento na América Latina e ao redor do mundo, já tendo sido a maior empresa latino-americana do setor.
Responsável pelo jogo Colheita Feliz, a empresa recebia mais de 45.000 transações por dia. Até agosto de 2010, contava com mais de 21 jogos alocados no Orkut e 7 jogos alocados no Facebook, acumulando mais de 22 milhões de jogadores ativos durante a semana e chegou a ter mais de 50 milhões de usuários ativos por mês.
A empresa foi fundada pelos empreendedores colombianos Juan Franco, Jaime Roldan, e pela empreendedora brasileira Tahiana D'Egmont.
Juntamente com a Playdom, empresa do mesmo ramo que a Mentez, conseguiu publicar diversos jogos para redes sociais pela América Latina. Em 2011, assinou um contrato de distribuição com a Zynga, empresa responsável por jogos on-line como aplicativos em redes sociais. Por meio desta parceria, a Mentez conseguiu distribuir cartões de jogos e PINS (créditos virtuais) em mais de 1 milhão de locais de varejo e cibercafés. Em 2010, recebeu investimentos da empresa Insight Venture Partners, responsável por negócios tecnológicos.